# Prefectura Shizuoka
Prefectura Shizuoka (静岡県 Shizuoka-ken?) este una din prefecturile din Japonia.

## Geografie

### Municipii
Prefectura cuprinde 23 localități cu statut de municipiu (市):
| - Atami - Fuji - Fujieda - Fujinomiya - Fukuroi - Gotenba - Hamamatsu - Itō | - Iwata - Izu - Izunokuni - Kakegawa - Kikugawa - Kosai - Makinohara - Mishima | - Numazu - Omaezaki - Shimada - Shimoda - Shizuoka (centrul administrativ) - Susono - Yaizu |